# Kalgapur, Aurad
Kalgapur là một làng thuộc tehsil Aurad, huyện Bidar, bang Karnataka, Ấn Độ.